# Сужарган
Сужарган (каз. Сужарған) — аул в Джангельдинском районе Костанайской области Казахстана. Административный центр Сужарганской аульной администрации. Код КАТО — 394263100.

## Население
В 1999 году население аула составляло 764 человека (410 мужчин и 354 женщины). По данным переписи 2009 года, в ауле проживало 509 человек (267 мужчин и 242 женщины).